# Христо Харалампиев
Христо Кирилов Харалампиев е български скулптор и художник.

## Биография
Роден е на 28 юни 1953 в София. През 1979 г. завършва специалност скулптура на ВИИИ „Николай Павлович“ (днес Национална художествена академия) в класа на проф. Величко Минеков. Твори в областта на кавалетната и монументалната скулптура и рисунката. Участва в изложби от 1979 г. в София, Пловдив, Познан, Оронско, Будапеща. Негови произведения са притежание на НХГ, СГХГ, художествени галерии и частни сбирки в България и чужбина.
От 2000 г. преподава рисуване и моделиране в Архитектурния факултет на Университета по архитектура, строителство и геодезия, където е професор. Между 1994 и 1996 г. ръководи секция „Скулптура“ на Съюза на българските художници, а от април 1999 г. до декември 2004 г. е негов председател.

## Признание и награди
Харалампиев е носител на множество награди за творчеството си, сред които награди от Националната изложба на скулптурата (Монтана, 1986 и София, 1996), медал от Биеналето на малката пластика (Познан, 1987), награда на Министерство на културата за приноси към българската култура (2000).